# 品川区立品川小学校
品川区立品川小学校（しながわくりつしながわしょうがっこう）は、東京都品川区北品川3丁目にかつて存在した公立の小学校。

## 概要
幕末の寺子屋を起源とし、品川区で最初の公立小学校として開校。校門から伸びる桜並木は、品川区の名勝百選に選ばれている。
2011年4月に品川区立城南中学校と一体化し、施設一体型小中一貫校である「品川区立小中一貫校品川学園」と称した。
2016年4月に、学校教育法改正に伴い、品川区立城南中学校とともに正式に廃止され、義務教育学校・品川区立品川学園が設置された。

### 校地と校舎
- 敷地 7027㎡
- 校舎 3982㎡
- 体育館 518㎡
- プール 25m×7
- 教室 普通教室12

特別教室9　　
その他21

### 併設施設
- すまいるスクール品川

## 沿革

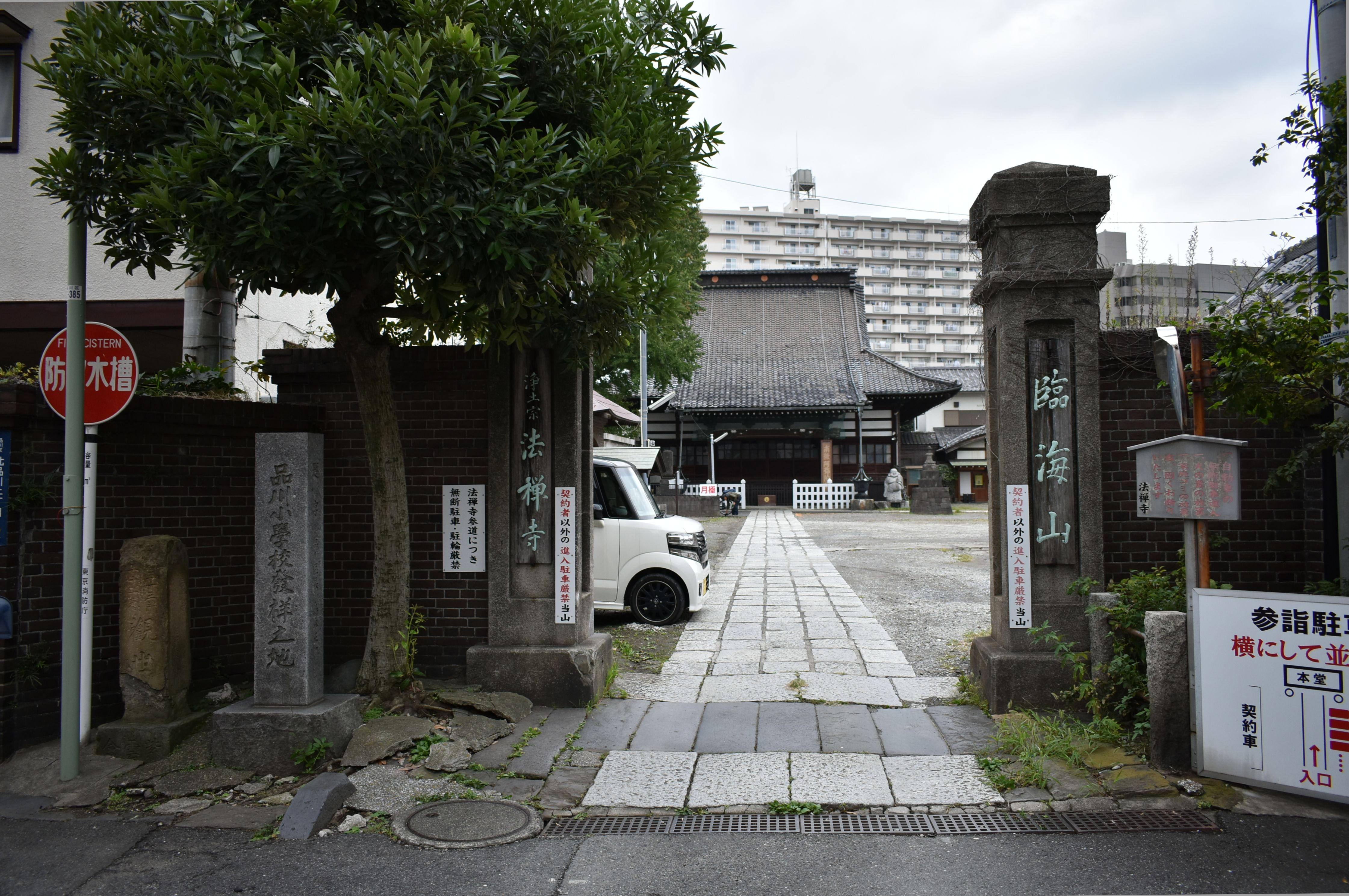
北品川にある「品川小学校発祥之地」石碑（2019年10月18日撮影）

- 1874年3月20日 - 北品川歩行新宿法禅寺の堂宇に、第二中学区第六番公立小学校品川学校と命名し開設。
- 1899年12月31日 - 小松宮彰仁親王の真筆の「品川小学校」木額を掲示。
- 1924年12月 6日 - 現在地に新校舎を竣工 。
- 1932年10月1日 - 東京市品川尋常小学校と校名改称。
- 1936年7月8日 - プール完成竣工。
- 1941年4月1日 - 東京市品川国民学校と校名改称。
- 1943年7月1日 - 東京都品川国民学校と校名改称。
- 1944年8月18日 - 学童集団疎開。青梅町、調布村。
- 1945年10月25日 - 学童集団疎開より復帰。
- 1947年4月1日 - 東京都品川区立品川小学校と校名改称。
- 1962年3月16日 - 鉄筋校舎改築第一期工事竣工落成。
- 1965年7月20日 - プール改築竣工。
- 1966年5月1日 - 特殊学級2学級併設。
- 1970年[2月21日 - 増築校舎竣工（図工室、図書室）。
- 1971年11月25日 - 新校舎2教室竣工（家庭科室、普通教室）。
- 1973年10月18日 - 運動場ウォークトップ舗装。 。
- 1978年2月25日 - 新校舎増築（心障、図書室、家庭科室）。
- 1980年8月30日 - 運動場ウォークトップ舗装改修。
- 1987年6月30日 - ランチルーム整備工事。正門、門扉修理。
- 1995年10月 - 校庭改修工事完了。
- 1996年12月 - 体育館改修工事完了。
- 1997年3月 - プール塗装工事。
- 1998年7月20日 - 校舎耐震補強工事。
- 2011年4月 - 品川区立城南中学校と一体化し、「品川区立小中一貫校品川学園」と称する。
- 2016年4月1日 - 正式に廃校となり、義務教育学校・品川区立品川学園が設置される。

## 教育目標
学び、支え合い、すこやかに、ともに育つ子

## クラブ活動
- マンガクラブ
- 卓球クラブ
- 陶芸クラブ
- 陸上クラブ
- 球技クラブ
- 科学クラブ
- 家庭科クラブ
- バトンクラブ

### 特別クラブ
- ブラスバンドクラブ

4年生以上で構成され、約60名が所属。品川区音楽祭等、品川区内の行事に参加・出場し、卒業演奏会で一年間の集大成として演奏。
- サッカークラブ

2年生から6年生までの児童が所属。

## 交通アクセス
- 京急本線 新馬場駅下車、徒歩5分。
- 京浜急行バス 新馬場駅前バス停下車、徒歩2分。

## 著名な出身者
- 長沼弘毅
- 河原侃二
- 石津進也